# François de Bourbon, comte de Vendôme
François de Bourbon (* 1470; † 30. Oktober 1495 in Vercelli) war von 1478 bis zu seinem Tod Graf von Vendôme. Er war der älteste Sohn von Graf Jean VIII. de Bourbon († 1478) und dessen Ehefrau Isabelle de Beauvau († 1474).
François entstammte einem jüngeren Zweig des Hauses Bourbon, das seinerseits von königlich-kapetingischer Herkunft war, indem es sich herleitete von Robert, dem jüngsten Sohn König Ludwigs IX. des Heiligen.

## Leben
Da François beim Tod seines Vaters noch unmündig war, verwaltete sein Schwager Louis de Joyeuse, Graf von Grandpré, seine Territorien, die 1484 dank einer königlichen Schenkung um die Baronien von Mondoubleau und Saint-Calais erweitert wurden. Bei der Krönung König Karls VIII. von Frankreich repräsentierte er die Grafschaft Toulouse und assistierte ihm 1488 im Prozess gegen die Herzöge von Bretagne und von Orléans (dem späteren König Ludwig XII.), die sich gegen die Krone erhoben hatten. 1494 nahm François im Heer Karls am Feldzug nach Italien teil, dessen Ziel es war, das Königreich Neapel zu erobern. Nach der Einnahme von Florenz, Rom und Neapel kämpfte er am 6. Juli 1495 in der Schlacht bei Fornovo, nach der sich das französische Heer aus Italien zurückzog. Auf dem Rückmarsch erkrankte er an der Ruhr und starb in Vercelli. Sein Leichnam wurde nach Vendôme überführt und in der Kathedrale Saint-Georges beigesetzt.

## Ehe und Nachkommen
François de Bourbon heiratete am 8. September 1487 in La Fère Marie de Luxembourg. Sie entstammte dem französischen Zweig des ehemaligen Kaiserhauses der Luxemburger und war die Erbtochter von Pierre II. Marie brachte die Grafschaften St. Pol, Soissons, Marle, die Vizegrafschaft Meaux und die Seigneurie von Enghien in die Ehe und starb am 1. April 1547.
Die Kinder des Paares waren:
- Charles (* 2. Juni 1489 in Vendôme; † 25. März 1537 in Amiens), Graf und ab 1515 Herzog von Vendôme
- Jacques (* 6. Juli 1490; † 16. August 1491)
- François (* 6. Oktober 1491 in Ham; † 1. September 1545 in Cotignan bei Reims), Graf von St. Pol, durch Heirat Herzog von Estouteville
- Louis (* 2. Januar 1493; † 11. März 1557 in Paris), Vizegraf von Meaux, Erzbischof von Sens, Kardinal
- Antoinette (* 25. Dezember 1494 in Ham; † 22. Januar 1583 in Joinville)
  - ⚭ heiratete am 9. Juni 1513 in Paris Claude de Lorraine, erster Herzog von Guise
- Louise (* 1. Mai 1495 in La Fère; † 21. September 1575), Abtissin von Fontevrault